# Myles Erlick
Myles Erlick (né le 27 juillet 1998 à Burlington, en Ontario) est un acteur, danseur et chanteur canadien.

## Biographie
Erlick est né à Burlington, en Ontario, au Canada. Il a été formé à l'École nationale de ballet du Canada, tout en fréquentant l'école secondaire Dr Frank J. Hayden.
Myles est également apparu dans des films tels que Sing Along (2013) et We Are Not Here (2013). Il est actuellement dans un groupe appelé The Revel Boys, aux côtés de son frère, Tyson Erlick, Deshaun Clarke, Jhaleil Swaby et Isaac Lupien. Myles a été choisi dans le rôle de Jet dans West Side Story de Steven Spielberg, aux côtés de son collègue Julian Elia.

## Vie privée
De 2015 à 2022, Erlick était en couple avec son collègue danseur et co-star Briar Nolet. Il a commencé à sortir avec Emily Fisher en 2022. Il a un frère cadet nommé Kingsley et un frère aîné nommé Tyson. Gianni Luminati, le guitariste du groupe Walk off the Earth, est l'oncle de Myles.

## Filmographie
- 2011 : Flashpoint
- 2013–2020 : The Next Step : Le Studio
- 2013 : Sing Along
- 2013 : We Are Not Here
- 2021 : West Side Story

## Distinctions
| Année | Cérémonie               | Catégorie                                                                       | Résultat[réf. nécessaire] |
| ----- | ----------------------- | ------------------------------------------------------------------------------- | ------------------------- |
| 2014  | 35e Young Artist Awards | Meilleure performance dans un court métrage - Jeune acteur 13-15                | Nomination                |
| 2016  | 37e Young Artist Awards | Meilleure performance dans une série télévisée - Jeune acteur récurrent (14-21) | Nomination                |
| 2019  | CelebMix Awards         | Meilleur danseur                                                                | Nomination                |